# WilMobil
WilMobil ist eine Marke der Bus Ostschweiz AG und ehemaliges Regionalverkehrsunternehmen in der Region Wil. WilMobil betreibt sechs Stadtbuslinien in Wil und acht Regionalbuslinien in den Kantonen St. Gallen und Thurgau (vorwiegend Hinterthurgau). Dazu kommen noch zwei Nachtbuslinien. WilMobil war eine Aktiengesellschaft, die 2013 durch Fusion in der RTB Rheintal Bus AG aufging, die in Bus Ostschweiz AG umbenannt wurde. Sie beschäftigte vor der Fusion 68 Mitarbeiter und besass 24 Busse, die jährlich 1'751'800 km zurücklegten.

## Geschichte

Historisches Logo der WilMobil bis 2015

Die WilMobil AG hatte 4 wesentliche Vorgängergesellschaften:
1. Die Automobilgesellschaft Kirchberg AG (AKAG) wurde 1914 gegründet. Sie betrieb zuerst die Strecke Wil – Kirchberg – Gähwil.
2. Die Paul Halter AG (später Bus-Halter AG) wurde 1915 gegründet und betrieb vorerst nur die Strecke Sirnach-Fischingen und ab 1945 auch Linien nach Wil.
3. Der Autobetrieb Wil–Littenheid (AWL) nahm seinen Betrieb 1949 auf und fuhr ausschliesslich von Wil zur Klinik Littenheid.
4. Die Bus Ostschweiz (BOS) wurde 1999 gegründet[4] und war eine Zusammenarbeit zwischen der Bus-Halter AG und der RTB Rheintal Bus AG. Bis zum Zusammenschluss zur WilMobil war sie das grösste und wichtigste Busunternehmen in Wil.

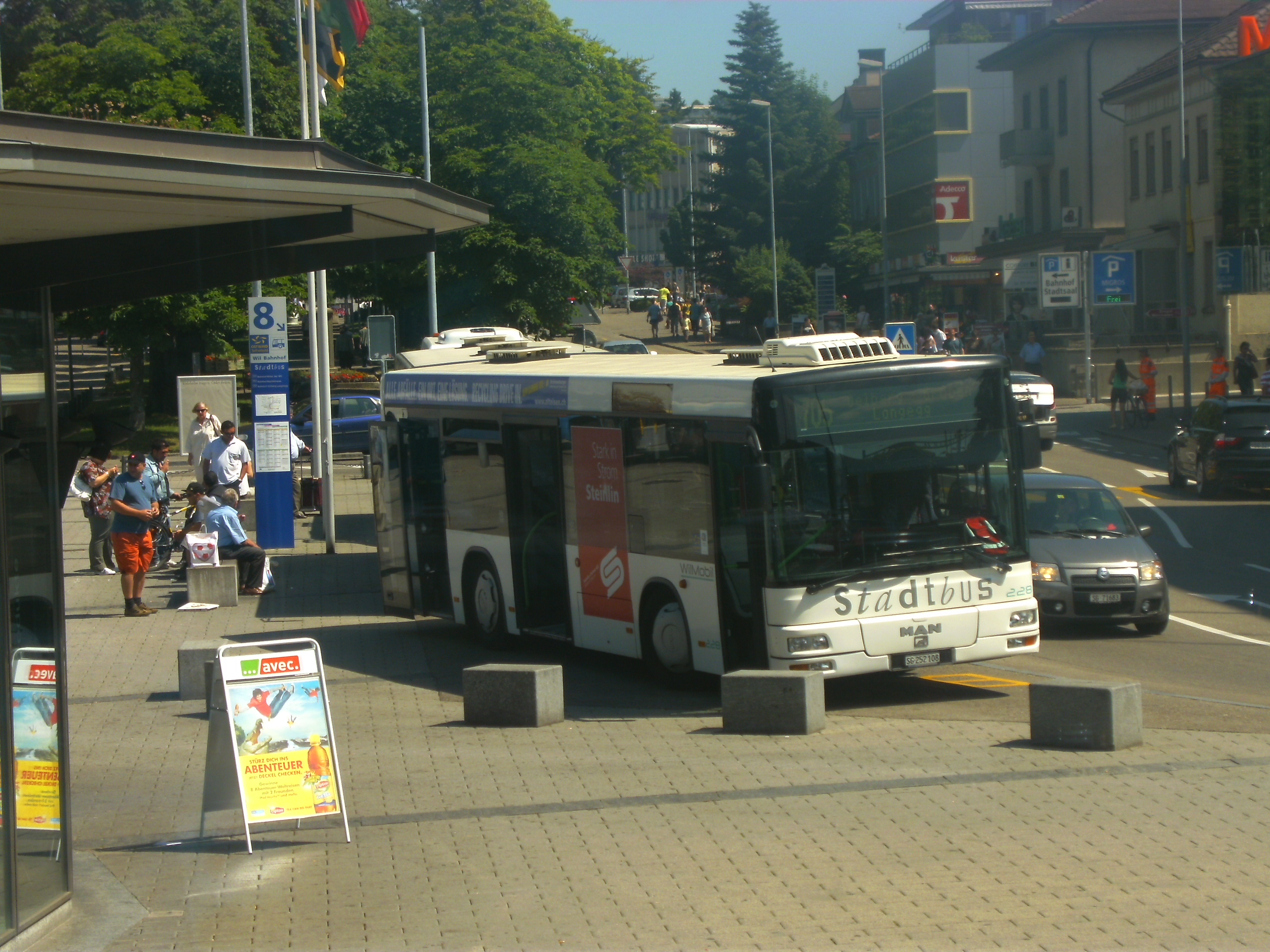
Fahrzeug von Bus Ostschweiz mit der Anschrift Stadtbus im Jahr 2008

Die WilMobil AG entstand am 25. November 2004 aus der Automobilgesellschaft Kirchberg AG (AKAG), dem Autobetrieb Wil–Littenheid (AWL), der Bus Ostschweiz AG (BOS) und der Bus-Halter AG. Am 1. Januar 2005 wurde auch noch die Wick Stadtbus AG, die 1990 den Betrieb aufnahm, vollständig integriert.
2013 fusionierte WilMobil auf die RTB Rheintal Bus AG, die in Bus Ostschweiz AG umbenannt wurde. Die Marken WilMobil, RTB Rheintal Bus und BUS Sarganserland Werdenberg blieben bestehen.
Mit dem Buskonzept Wil 2021 wurden auf den Stadtbuslinien 701 bis 703 die früheren Einrichtungsschlaufen durch Stichlinien ersetzt. Der Einsatz zweier zusätzlicher Fahrzeuge verbessert die Fahrplanstabilität.

## Liniennetz
| Stadtbus Wil | Stadtbus Wil                                     |       | Regionalbus                                                            | Regionalbus |
| Linie        | Strecke                                          | Linie | Strecke                                                                |             |
| 701          | Wil Bahnhof – Neulanden – Wil Bahnhof            | 722   | Wil – Rossrüti – Wuppenau – Hosenruck – Weinfelden Bahnhof             |             |
| 702          | Wilen bei Wil – Wil Bahnhof – Rossrüti           | 732   | Wil – Rickenbach – Kirchberg – Gähwil                                  |             |
| 703          | Ölberg / Neugruben – Wil Bahnhof – Reuttistrasse | 733   | Wil – Busswil – Littenheid                                             |             |
| 704          | Wil Bahnhof – Wilerwald                          | 734   | Wil – Sirnach – Wiezikon – Dussnang – Fischingen                       |             |
| 705          | Wil Bahnhof – Bildfeld – Bronschhofen Himmelrich | 735   | Wil – Sirnach – Eschlikon – Balterswil – Bichelsee                     |             |
| 706          | Wil Bahnhof – Bronschhofen – Braunau             | 736   | St. Margarethen – Sirnach – Eschlikon – Ifwil – Balterswil – Wallenwil |             |
| 739          | Münchwilen – Sirnach                             |       |                                                                        |             |
| 761          | Bazenheid – Kirchberg – Dietschwil               |       |                                                                        |             |

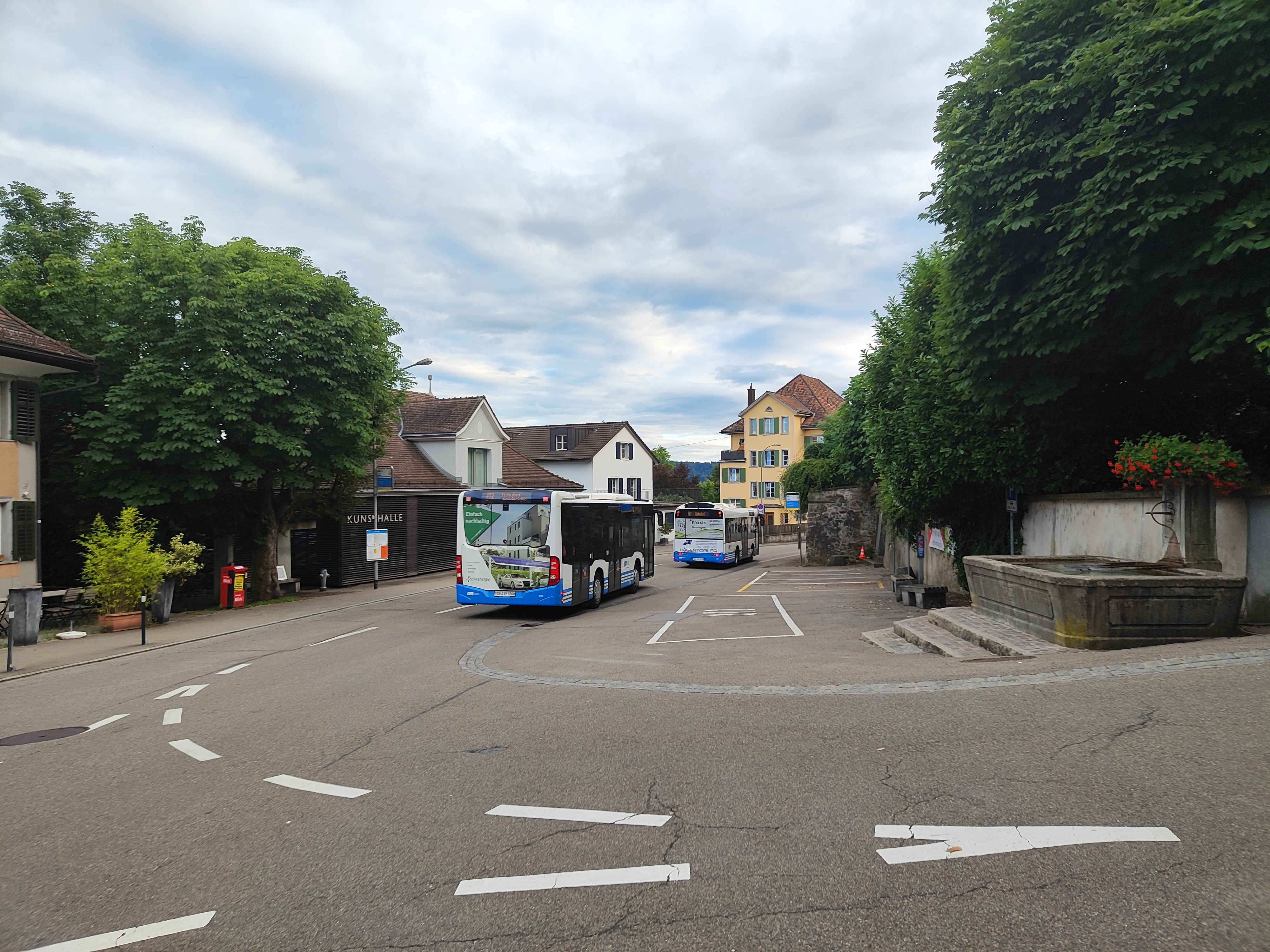
Zwei Busse bei der Haltestelle Adler

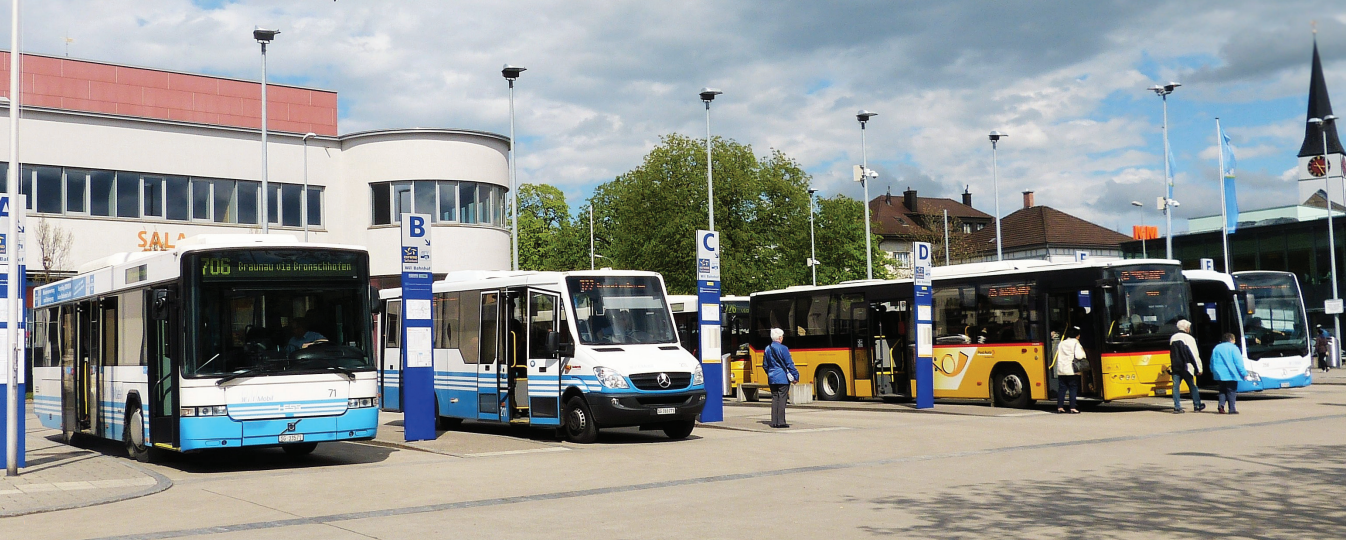
Bahnhofplatz Wil: Ausgangspunkt vieler WilMobil-Linien und Umsteigeort zum Schienenverkehr und zur Konkurrenz von Postauto und Regiobus.

Seit März 2022 betreibt BOS SALÜ GmbH, eine Tochterfirma der Bus Ostschweiz, in Wil ein Rufbus-Angebot, das das 2006 eingeführte Abendtaxi ablöste.

## Fahrzeugflotte

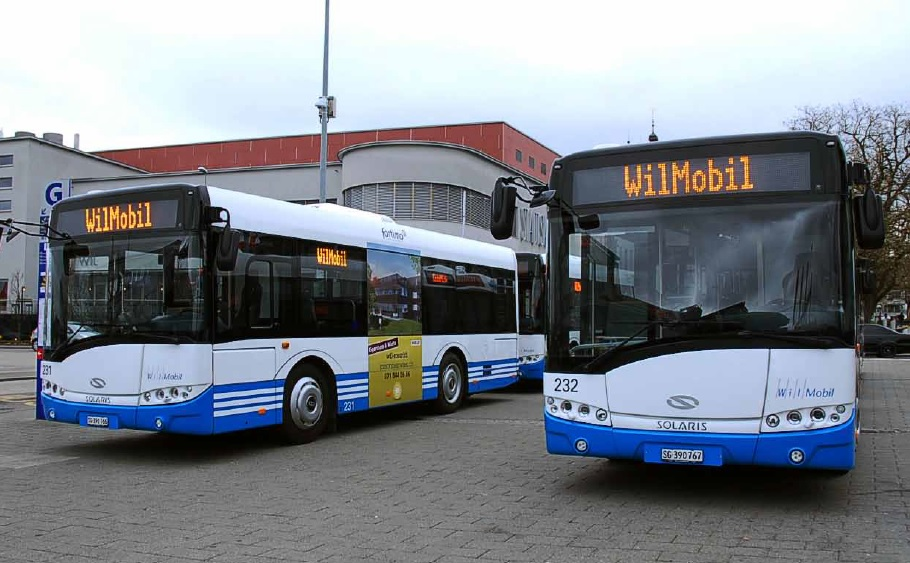
WilMobil-Busse auf dem Bahnhofplatz Wil

Die Fahrzeugflotte von WilMobil ist raschen Veränderungen unterworfen, da mit den Partnerunternehmen der Bus Ostschweiz häufig Fahrzeuge ausgetauscht werden. Sie umfasst aktuell:
- 9 Midi Solaris 8.6 und 8.9
- 7 Mercedes-Benz Citaro K
- 7 Mercedes Standardbus 12m
- 4 Gelenkbusse (2× Mercedes, 2× MAN)

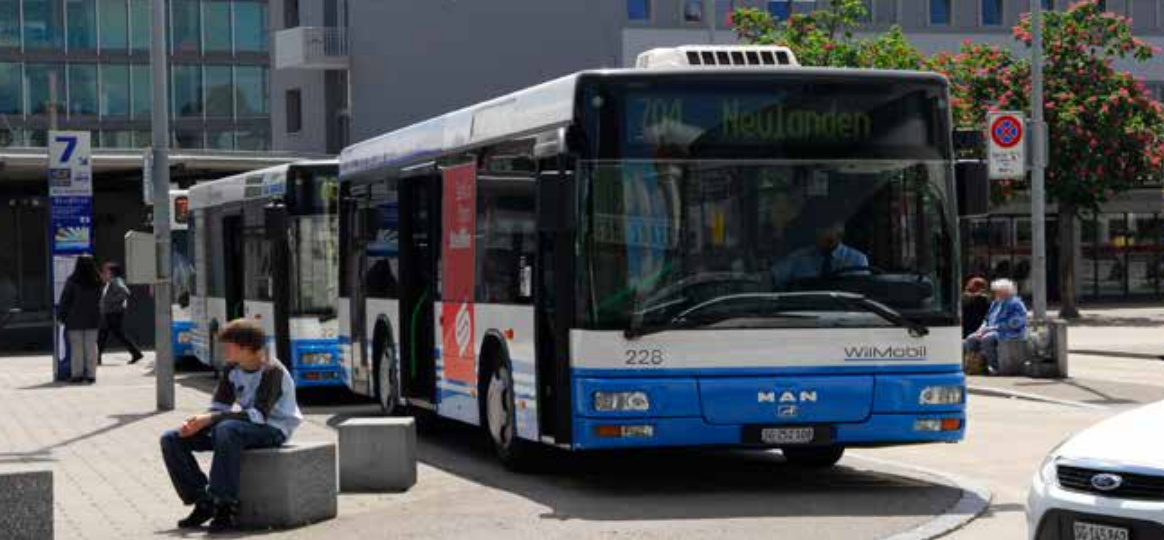
Wartende Busse von Wilmobil auf dem Bahnhofsplatz der Äbtestadt

Mit der Ersatzbeschaffung für die in die Jahre gekommenen Sprinter Anfangs 2017 setzt WilMobil bei den neuen Fahrzeugen auf etwas grössere Busse. Im Überlandverkehr werden sie vor allem nach Bronschhofen Himmelrich sowie auf den Abendangeboten eingesetzt.
Die Midibusse gelangen auch in den Überlandverkehr, insbesondere nach Littenheid und Braunau, in Schwachlastzeiten auch auf andere Linien.
Die drei Gelenkbusse verkehren fast ausschliesslich auf der Linie nach Rickenbach–Kirchberg–Gähwil und zu Stosszeiten auch nach Sirnach–Eschlikon–Bichelsee.
Die acht Solobusse verkehren auf allen Überlandlinien.
Auf der Linie 761 Bazenheid–Kirchberg–Dietschwil werden die Kurse durch Busse der Firma Sepp Holenstein Reisen im Auftrag der Wilmobil gefahren.